# Гордина, Мирра Вениаминовна
Ми́рра Вениами́новна Го́рдина (27 мая 1925, Ленинград — 6 марта 2018, Санкт-Петербург) — советский и российский лингвист, доктор филологических наук, профессор кафедры фонетики и методики преподавания иностранных языков филологического факультета Санкт-Петербургского государственного университета. Специалист по общей фонетике, фонетике вьетнамского и французского языка, истории фонетических учений. Одна из последователей учения Л. В. Щербы о фонеме.

## Биография
После обучения в 1942—1947 годах на романском отделении филологического факультета ЛГУ М. В. Гордина поступила на работу в Институт языка и мышления АН СССР на должность научно-технического сотрудника и работала в этой должности до августа 1950 года, когда институт был ликвидирован. В 1960 году защитила в ленинградском отделении Института языкознания кандидатскую диссертацию на тему «Основные вопросы фонетического строя вьетнамского языка». В 2003 году защитила докторскую диссертацию «История фонетических исследований: от античности до возникновения фонологической теории».